# Noterocladaceae
Noterocladaceae,  porodica jetrenjarki, dio reda Pelliales. Sastoji se od dva roda.

## Rodovi
1. Androcryphia Nees
2. Noteroclada Taylor ex Hook. & Wilson